# Рудь, Алексей Васильевич
Алексей Васильевич Рудь (1924, Сумская область — 18.9.1944) — сапер 82-го отдельного гвардейского саперного батальона 71-й гвардейской стрелковой дивизии 6-й гвардейской армии 1-го Прибалтийского фронта, гвардии ефрейтор — на момент представления к награждению орденом Славы 1-й степени.

## Биография
Родился в 1924 году в селе Буймер ныне Тростянецкого района Сумской области в семье крестьянина. Украинец. Окончил 4 класса. Работал в колхозе.
До освобождения родного села от немецких войск жил на временно оккупированной территории.
В Красной Армии и в боях Великой Отечественной войны с марта 1943 года. Отличился в боях около города Старая Русса, при освобождении города Полоцка, форсировании Западной Двины.
Сапер 82-го отдельного гвардейского саперного батальона гвардии красноармеец Алексей Рудь 11 марта 1944 года у населенного пункта Лужки обеспечил прохождение дивизионной разведки через передний край противника, проделав четыре коридора в минных полях и три в проволочных заграждениях. Приказом от 24 апреля 1944 года «за образцовое выполнение заданий командования в боях с немецко-фашистскими захватчиками» гвардии красноармеец Рудь Алексей Васильевич награждён орденом Славы 3-й степени.
С 1 по 28 мая 1944 года в районе населенных пунктов Скураты, Лужки, Матысово проделал 12 проходов в проволочных заграждениях и 2 в минных полях, чем способствовал продвижению стрелковых подразделений. Приказом от 7 июля 1944 года «за образцовое выполнение заданий командования в боях с немецко-фашистскими захватчиками» гвардии красноармеец Рудь Алексей Васильевич награждён орденом Славы 2-й степени.
25 июня 1944 года гвардии ефрейтор Алексей Рудь в районе населенного пункта Камоски на плоту переправлял бойцов через реку Западная Двина. Всего сделал 7 рейсов, доставив на другой берег около 60 солдат. Указом Президиума Верховного Совета СССР от 24 марта 1945 года «за образцовое выполнение заданий командования в боях с немецко-фашистскими захватчиками» гвардии ефрейтор Рудь Алексей Васильевич награждён орденом Славы 1-й степени, став полным кавалером ордена Славы.
Но награду получить не успел. 18 сентября 1944 года Алексей Рудь погиб в бою. Похоронен близ города Добеле.
Награждён орденами Славы 1-й, 2-й и 3-й степени. Имя А. В. Рудь выбито на аннотационной доске с именами земляков — Героев Советского Союза и полных кавалеров ордена Славы в городе Тростянце.